# Arquebisbat de Newark
L'arquebisbat de Newark (anglès: Archdiocese of Newark, llatí: Archidioecesis Novarcensis) és una seu metropolitana de l'Església Catòlica als Estats Units, que pertany a la regió eclesiàstica III (NJ, PA). Al 2012 tenia 1.427.000 batejats sobre una població de 3.089.000 habitants. Actualment està regida per l'arquebisbe cardenal Joseph William Tobin, C.SS.R.

## Territori
La diòcesi comprèn part quatre comtats de Nova Jersey, als Estats Units: Bergen, Essex, Hudson i Union,.
La seu episcopal és la ciutat de Newark, on es troba la catedral del Sagrat Cor i la procatedral de Sant Patrici.
El territori s'estén sobre 1.328 km², i està dividit en 220 parròquies.

### Diòcesis sufragànies
La província eclesiàstica de Newark té les següents diòcesis sufragànies:
- Bisbat de Camden
- Bisbat de Metuchen
- Bisbat de Paterson
- Bisbat de Trenton

## Història
El bisbat de Newark va erigir-se el 29 de juliol de 1853, prenent el territori de l'arquebisbat de Nova York i del bisbat de Filadèlfia (avui arxidiòcesi).
L'abadia de Santa Maria va ser instrumental perquè el 1889 es fundés el Saint Anselm College, un institut benedictí a Goffstown, New Hampshire.
El 2 d'agost de 1881 i el 9 de desembre de 1937 cedí porcions del seu territori per tal que s'erigissin, respectivament, les diòcesis de Trenton i de Paterson.
El 10 de desembre de 1937 va ser elevada al rang d'arxidiòcesi metropolitana, mitjançant la butlla Quo utilius del Papa Pius XI.

## Cronologia episcopal

Escut de la diocese

- James Roosevelt Bayley † (29 de juliol de 1853 - 30 de juliol de 1872 nomenat arquebisbe de Baltimore)
- Robert John Seton † (15 d'abril de 1865 - 22 de juny de 1903 nomenat arquebisbe titular d'Eliopoli de Fenicia)
- Michael Augustine Corrigan † (14 de febrer de 1873 - 1 d'octubre de 1880 nomenat arquebisbe coadjutor de New York)
- Winand Michael Wigger † (11 de juliol de 1881 - 5 de gener de 1901 mort)
- John Joseph O'Connor † (24 de maig de 1901 - 20 de maig de 1927 mort)
- Thomas Joseph Walsh † (2 de març de 1928 - 6 de juny de 1952 mort)
- Thomas Aloysius Boland † (15 de novembre de 1952 - 2 d'abril de 1974 jubilat)
- Peter Leo Gerety † (2 d'abril de 1974 - 3 de juny de 1986 renuncià)
- Theodore Edgar McCarrick (30 de maig de 1986 - 21 de novembre de 2000 nomenat arquebisbe de Washington)
- John Joseph Myers (24 de juliol de 2001 - 7 de novembre de 2016 jubilat)
- Joseph William Tobin, C.SS.R., dal 7 de novembre de 2016

## Estadístiques
A finals del 2012, la diòcesi tenia 1.427.000 batejats sobre una població de 3.089.000 persones, equivalent al 46,2% del total.
| any  | població  | població  | població | sacerdots | sacerdots       | sacerdots       | sacerdots             | diaques | religiosos | religiosos | parròquies |
| ---- | --------- | --------- | -------- | --------- | --------------- | --------------- | --------------------- | ------- | ---------- | ---------- | ---------- |
| any  | batejats  | total     | %        | total     | clergat secular | clergat regular | batejats por sacerdot | diaques | homes      | dones      |            |
| 1950 | 1.098.951 | 2.480.892 | 44,3     | 867       | 595             | 272             | 1.267                 |         | 376        | 3.606      | 209        |
| 1966 | 1.572.845 | 3.007.500 | 52,3     | 1.321     | 890             | 431             | 1.190                 |         | 632        | 3.381      | 253        |
| 1968 | 1.647.871 | 3.076.805 | 53,6     | 1.386     | 900             | 486             | 1.188                 |         | 759        | 3.000      | 252        |
| 1976 | 1.426.034 | 2.980.629 | 47,8     | 1.151     | 760             | 391             | 1.238                 | 80      | 566        | 2.742      | 253        |
| 1980 | 1.390.427 | 2.758.000 | 50,4     | 1.163     | 791             | 372             | 1.195                 | 200     | 563        | 2.480      | 248        |
| 1990 | 1.339.381 | 2.751.000 | 48,7     | 1.089     | 769             | 320             | 1.229                 | 221     | 473        | 1.860      | 241        |
| 1999 | 1.319.558 | 2.651.785 | 49,8     | 1.001     | 757             | 244             | 1.318                 | 230     | 116        | 1.505      | 236        |
| 2000 | 1.319.558 | 2.666.569 | 49,5     | 957       | 702             | 255             | 1.378                 | 255     | 388        | 1.473      | 235        |
| 2001 | 1.319.558 | 2.655.985 | 49,7     | 938       | 699             | 239             | 1.406                 | 251     | 356        | 1.374      | 235        |
| 2002 | 1.319.558 | 2.809.267 | 47,0     | 922       | 695             | 227             | 1.431                 | 248     | 357        | 1.276      | 235        |
| 2003 | 1.319.558 | 2.809.267 | 47,0     | 929       | 702             | 227             | 1.420                 | 198     | 349        | 1.318      | 234        |
| 2004 | 1.319.558 | 2.835.594 | 46,5     | 918       | 690             | 228             | 1.437                 | 201     | 336        | 1.264      | 234        |
| 2009 | 1.395.000 | 2.970.000 | 47,0     | 827       | 651             | 176             | 1.686                 | 172     | 276        | 1.053      | 224        |
| 2012 | 1.427.000 | 3.089.000 | 46,2     | 774       | 607             | 167             | 1.843                 | 184     | 267        | 809        | 220        |